# اسمار تندیر
اسمار تندیر (انگلیسی: Ismar Tandir؛ زادهٔ ۱۹ اوت ۱۹۹۵) بازیکن فوتبال اهل بوسنی و هرزگوین است.
از باشگاه‌هایی که در آن بازی کرده‌است می‌توان به باشگاه بریدابلیک اشاره کرد.
وی همچنین در تیم‌های ملی فوتبال زیر ۲۱ سال بوسنی و هرزگوین بازی کرده‌است.